# Wichita Falls
Wichita Falls é uma cidade localizada no estado norte-americano do Texas. É a capital do Condado de Wichita.
A sua área é de 183,1 km², sua população é de 104 197 habitantes, e sua densidade populacional é de 569,1 hab/km² (segundo o censo americano de 2000).
Cidade natal da banda americana Bowling for Soup.
Os índios Choctaw colonizaram a área no início de 1800 de sua área nativa do Mississippi, uma vez que os americanos negociaram para realocá-los após o Tratado de Dançar Rabbit Creek. O tratado foi assinado e proclamado em 1830-1831. Ainda em 1841, um grande assentamento indígena estava presente na área que agora é a cidade de Wichita Falls.